# サーロー節子
サーロー 節子（サーロー せつこ、英語: Setsuko Thurlow、1932年〈昭和7年〉1月3日 - ）は、広島県広島市南区出身でカナダのトロント市在住の被爆者、反核運動家。セツコ・サーローの日本語表記がある。

## 経歴
中村節子として、広島市南区で生まれた。中村家はかつて広島藩士だったが、明治時代になると生活が楽ではなくなったという。祖父・弥太郎は広島県令（知事）千田貞暁に賛同し、難事業だった宇品築港計画に奔走した。
父・弁吉はドイツ人の共同経営者とともにアメリカ合衆国（米国）カリフォルニア州で「西部フルーツ会社」を起業し果実業を営んでいた。
広島女学院（現広島女学院中学校・高等学校）に進学、後に学徒勤労動員され、大日本帝国陸軍第2総軍司令部で暗号解読作業の訓練を受けた。正規の暗号解読助手になって最初の日である1945年8月6日、広島市への原子爆弾投下により爆心地から1.8㎞離れた同司令部で被爆、建物の下敷きになったが九死に一生を得た。このとき8人の親族や多くの同窓生を失った。
広島女学院大学卒業後、1954年米国に留学、リンチバーグ大学で1年間社会学を学んだ。1955年、ワシントンD.C.でカナダ出身の関西学院の英語教師と結婚。夫婦でトロントに移住し、トロント大学で社会福祉事業の修士号を取得、ソーシャルワーカーになった。
当地の友人らとともに、広島・長崎の被爆写真パネルの展示など世論を喚起する活動を始め、後にカナダ・米国・イギリス・日本などで、被爆体験を語り核兵器廃絶を訴えてきた。核兵器禁止条約採択に際して、多くの国の代表が彼女の演説によって心を動かされたと述べており、中には彼女が特別な役割を果たしてきたと発言する者もあった。
2017年12月のノーベル平和賞授賞式では、ICAN（核兵器廃絶国際キャンペーン）事務局長のベアトリス・フィンとともに記念のメダルと賞状を受け取り、受賞講演を行った。
2019年、トロント大学より名誉博士号を授与される。

## 親族
姉の息子に、俳優のジョージ・タケイがいる。
第100代および第101代内閣総理大臣である岸田文雄は遠縁にあたる。

## 著作
- サーロー節子・金崎由美『光に向かって這っていけ 核なき世界を追い求めて』（2019年7月23日 / 岩波書店 / ISBN 9784000245371）

## 映画
「ヒロシマへの誓い サーロー節子とともに」（英：the VOW from HIROSHIMA）